# Glion
Glion is een plaats in de Zwitserse gemeente Montreux (kanton Vaud). De plaats ligt op 700 meter hoogte.
Glion is bekend vanwege de hotelschool, het Glion Institute of Higher Education.
Tijdens de Tweede Wereldoorlog was hier het Beatrix Lyceum, waar Nederlandse geïnterneerde kinderen naar school konden gaan.

## Overleden
- Henri Nestlé (1814-1890), Zwitsers industrieel
- Enel, (1893-1963), Russisch-Frans auteur en onderzoeker
- Dries Riphagen (1909-1973), Nederlands oorlogsmisdadiger

- Gemeinsame Normdatei: 4727351-3
- Historisch woordenboek van Zwitserland: 013158
- Library of Congress Control Number: n79132912
- Nationale Bibliotheek van Israël: 987007555086805171
- Virtual International Authority File: 154761521